# Sommer-Universiade 2017/Teilnehmer (Liechtenstein)
| Gelbes Symbol für Goldmedaillen mit stilisierten Olympischen Ringen | Graues Symbol für Silbermedaillen mit stilisierten Olympischen Ringen | Braundes Symbol für Bronzemedaillen mit stilisierten Olympischen Ringen |
| ------------------------------------------------------------------- | --------------------------------------------------------------------- | ----------------------------------------------------------------------- |
| —                                                                   | —                                                                     | —                                                                       |

Bei der dritten Universiadeteilnahme des Liechtensteinischen Hochschulsportverbands (LHSV) wurde eine Rekorddelegation von sechs Sportlern (zwei Frauen und vier Männer) entsandt.

## Ergebnisse

### Golf
Fabian Tobias Schredt, Sebastian Lukas Schredt, Elias Engelbert Schreiber

### Bogenschießen
Jasmina Buchel, Marvin John Grischke

### Schwimmen
Julia Hassler, 400 m Freistil, 7. Platz